# Casquets polars de Mart
El planeta Mart té dos casquets de gel permanents en els seus pols. Durant l'hivern d'un pol, aquest roman sense llum, refredant la superfície i provocant la deposició del 25-30% de la atmosfera en blocs de gel sec de diòxid de carboni (CO2). Quan els pols s'exposen novament a la llum solar, el CO2 congelat es sublima. Aquestes accions estacionals transporten grans quantitats de pols i vapor d'aigua, donant lloc a gelades similars a les de la Terra.
Els casquets en ambdós pols consisteixen principalment en gel d'aigua. El diòxid de carboni congelat s'acumula com una capa comparativament prima d'aproximadament un metre de gruix a la capa nord a l'hivern boreal, mentre que la capa sud té una capa de gel sec permanent d'aproximadament 8m de gruix. El casquet polar nord té un diàmetre d'aproximadament 1.000km durant l'estiu marcià, i conté aproximadament 1,6 milions de km cúbics de gel, que si es distribueix uniformement en el casquet resultaria en 2km de gruix. Comparativament parlant, això equivaldria a un volum de 2,85 milions de km cúbics de la capa de gel de Groenlàndia. El casquet polar sud té un diàmetre de 350km i un gruix de 3km. El volum total de gel en el casquet polar sud més els dipòsits en capes adjacents també s'ha estimat en 1,6 milions de km cúbics. Tots dos casquets polars mostren depressions en espiral, que una anàlisi recent ha demostrat que són el resultat de vents catabàtics aproximadament perpendiculars que giren en espiral a causa de l'efecte Coriolis.
La congelació estacional d'algunes àrees properes a la capa de gel sud dona com a resultat la formació d'1 metre de gruixudes plaques de gel sec sobre el sòl. Amb l'arribada de la primavera, la llum solar escalfa el subsòl i la pressió del CO2 sublimat s'acumula sota d'una llosa, elevant-la i finalment trencant-la. Aquest fet condueix a erupcions similars a guèisers de CO2 barrejat amb sorra o pols basàltica fosca. Aquest procés és ràpid i s'observa en l'espai d'uns pocs dies, setmanes o mesos, una taxa de canvi bastant inusual en geologia, especialment per a Mart. El gas que corre per sota d'una llosa fins al lloc d'un guèiser esculpeix un patró en forma d'aranya de canals radials per sota el gel.
Al juliol de 2018, científics italians van informar de la descoberta d'un llac subglacial a Mart, 15km sota de la superfície dels dipòsits estratificats del pol sud (no sota la capa de gel permanent visible), i d'aproximadament 20km d'ample, la primera massa d'aigua estable coneguda al planeta.

## Congelació de l'atmosfera
Una investigació basada en lleus canvis en les òrbites de les naus espacials al voltant de Mart durant 16 anys va trobar que cada hivern, aproximadament entre 3 i 4 bilions de tones de diòxid de carboni (CO2) es congelen de l'atmosfera cap al casquet polar de l'hemisferi. Això representa del 12% al 16% de la massa de tota l'atmosfera marciana. Aquestes observacions recolzen les prediccions del Model atmosfèric de Referència Global de Mart de 2010.

## Capes
Ambdós casquets polars mostren característiques en capes, anomenades dipòsits de capes polars, que resulten de l'ablació estacional i l'acumulació de gel juntament amb la pols de les tempestes de pols marcianes. La informació sobre el clima passat de Mart pot eventualment revelar-se en aquestes capes, igual que els patrons en els anells dels arbres. Tots dos casquets polars mostren característiques estriades, probablement causades per patrons de flux de vent. Les ranures també estan influenciades per la quantitat de pols. Com més pols, més fosca és la superfície. Com més fosca és la superfície, més es fon. Les superfícies fosques absorbeixen més energia lluminosa. Hi ha altres teories que intenten explicar els grans solcs.
Capes a la capa de gel de nord, com les veu HiRISE (programa HiWish)

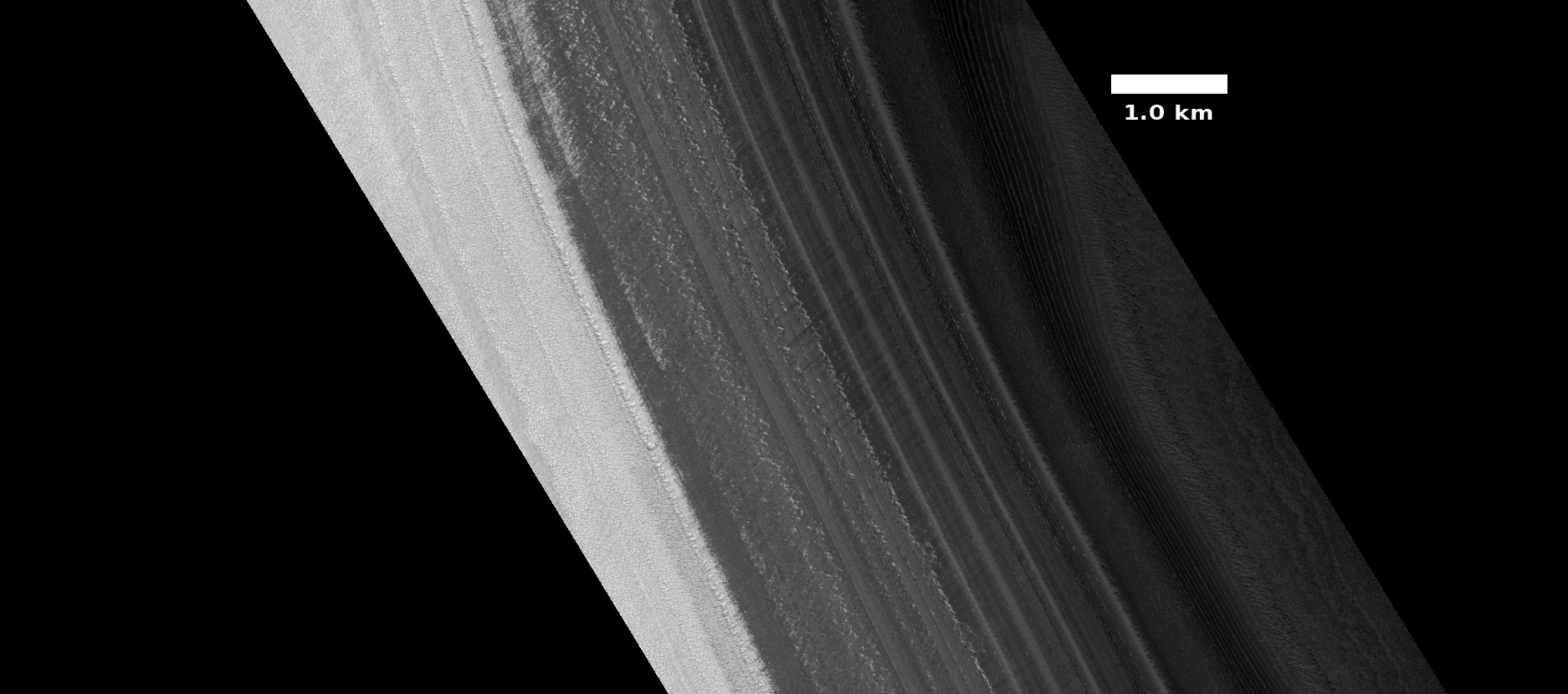
Capes exposades.
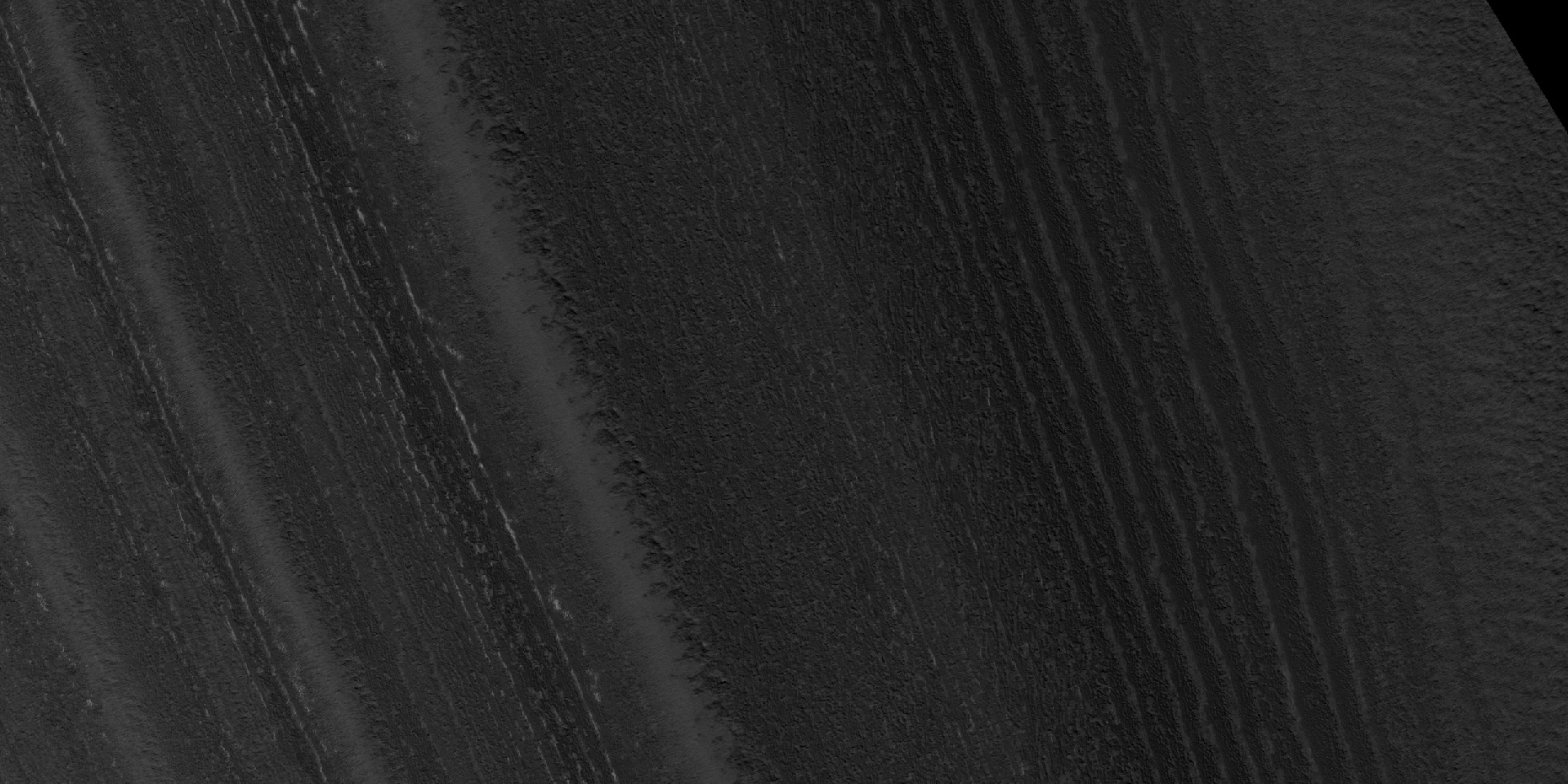
Vista propera de les capes exposades.
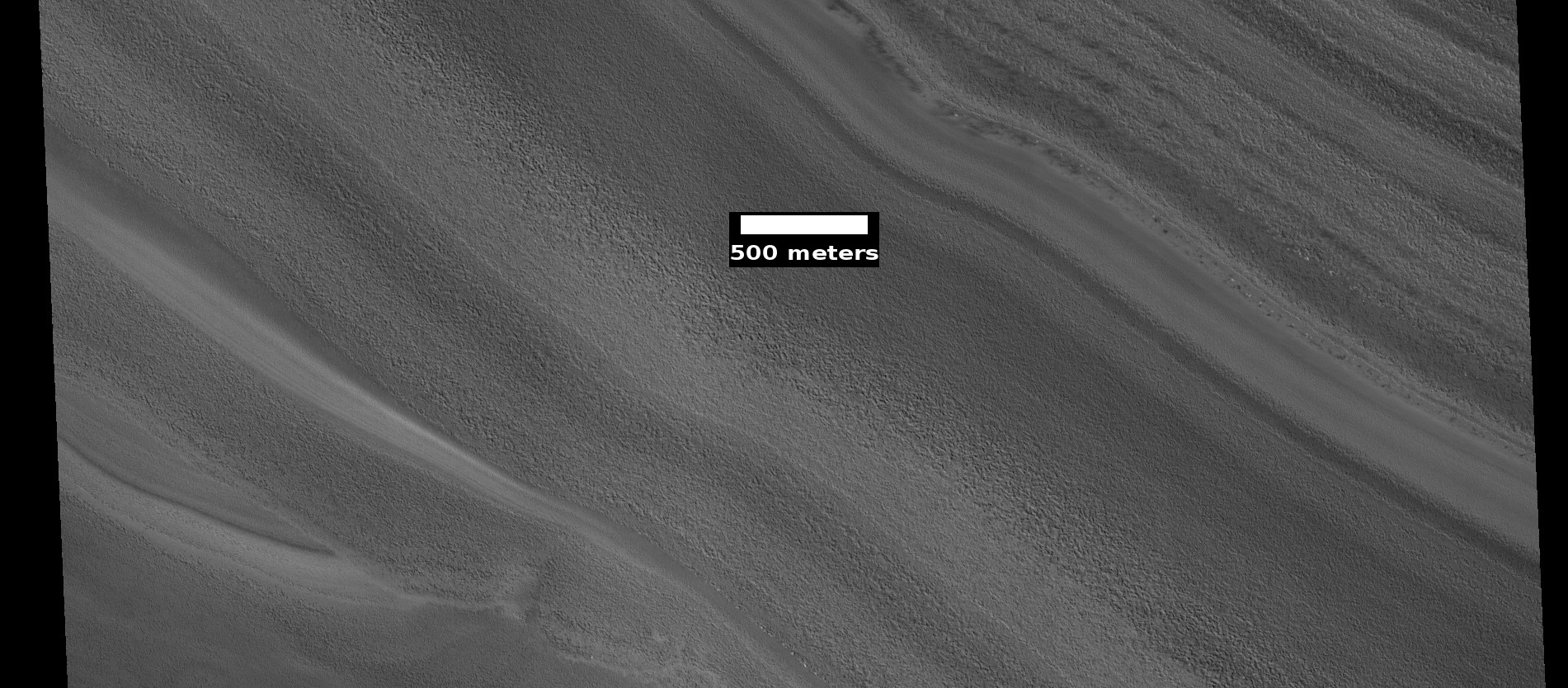
Capes visibles al llarg de la vora del casquet glacial nord.
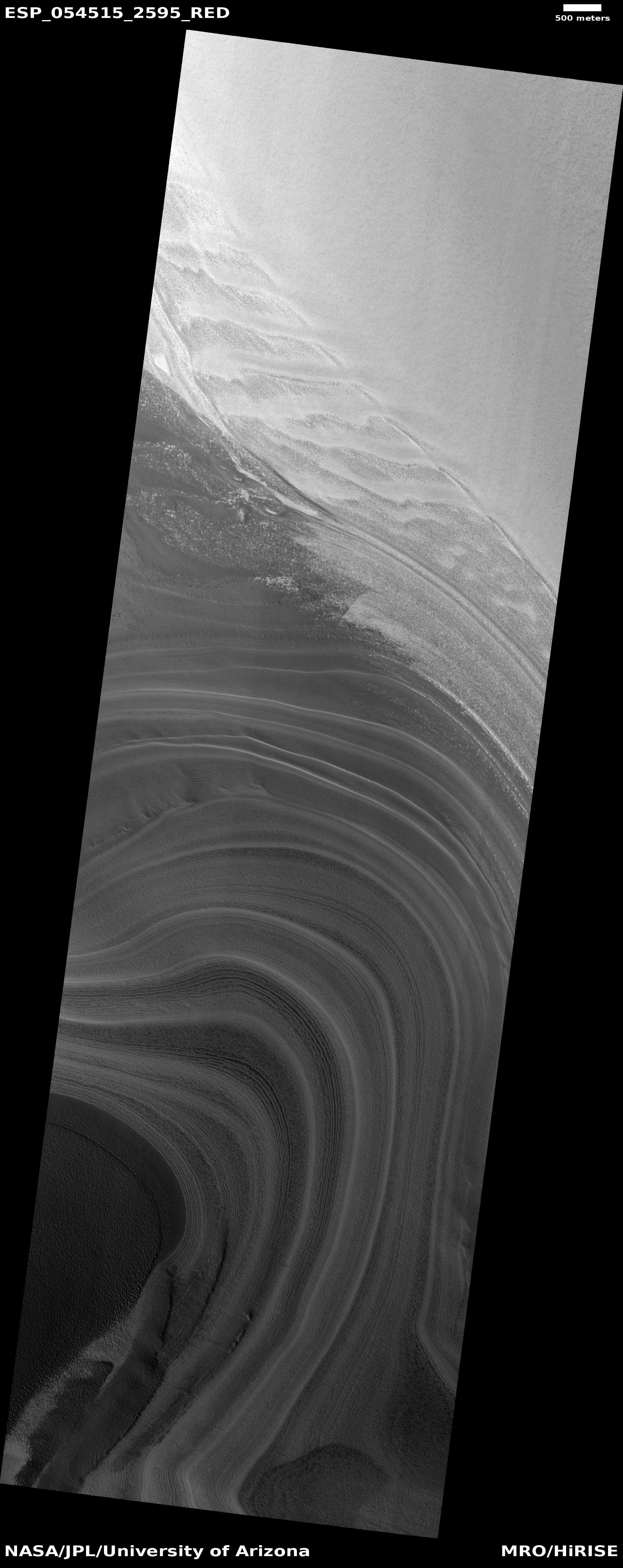
Capes exposades a la capa de gel de nord, com les veu HiRISE (programa HiWish)
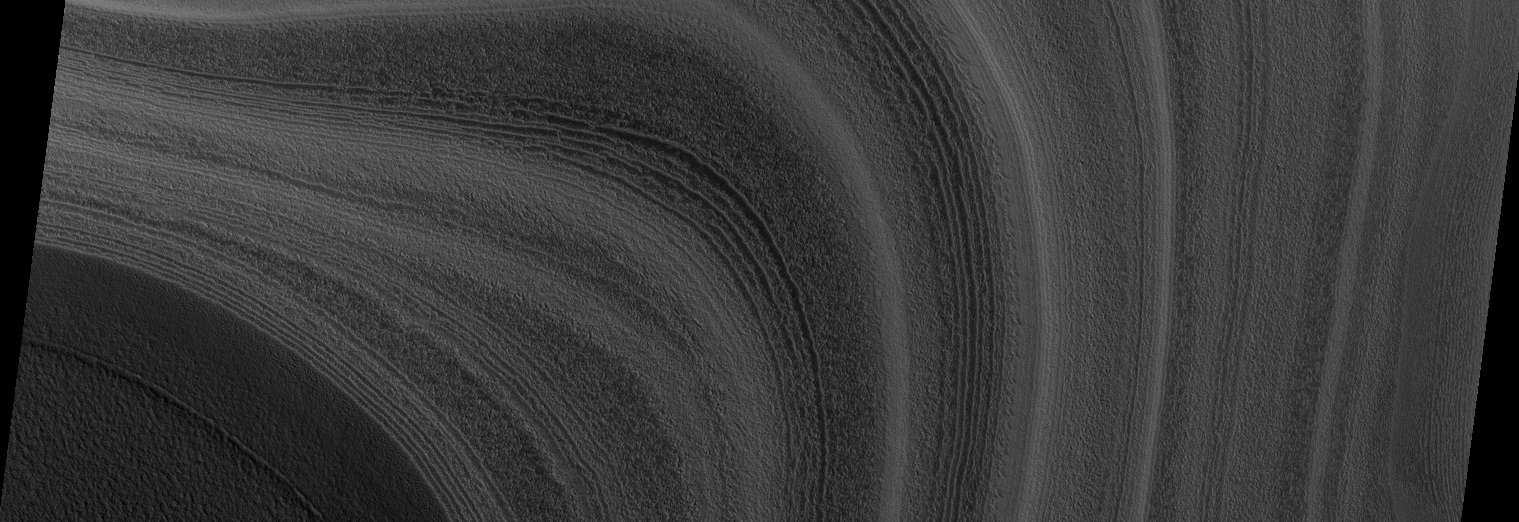
Vista propera de les capes exposades a la capa de gel de nord, com les veu HiRISE (programa HiWish)

## Casquet polar nord

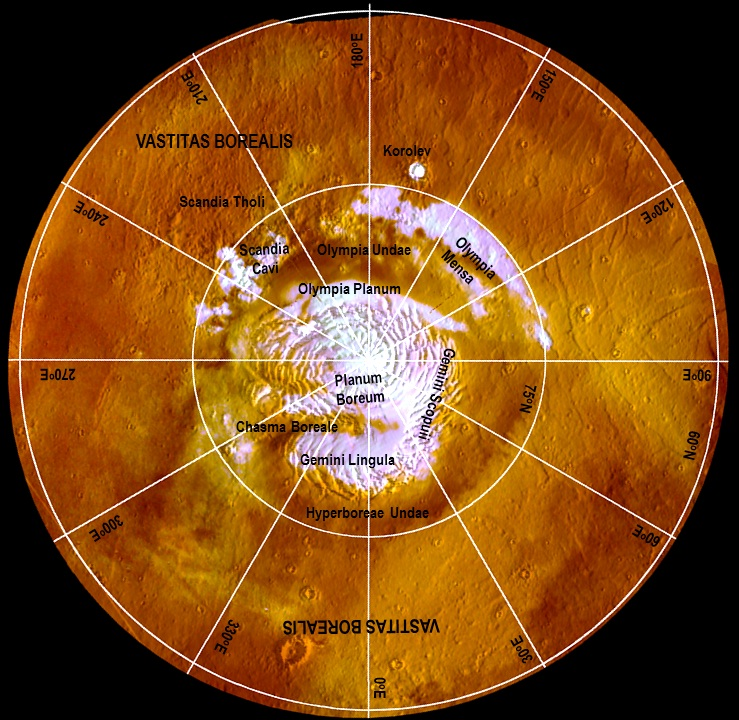
Mosaic d'imatges preses entre el 16 de desembre de 2015 i el 26 de gener de 2016 pel Mars Orbiter Mission

La major part de la capa de gel del nord està formada per gel d'aigua; també té una fina capa estacional de gel sec. Cada hivern, la capa de gel creix entre 1,5 a 2 metres de gel sec. A l'estiu, el gel sec es sublima (passa directament de sòlid a gas) a l'atmosfera. Mart té estacions que són similars a les de la Terra, perquè el seu eix de rotació té una inclinació propera a la de la Terra (25,19 ° Mart, 23,44 ° la Terra).
Durant cada any a Mart, fins a un terç de la fina atmosfera de diòxid de carboni de Mart es "congela" durant l'hivern en els hemisferis nord i sud. Els científics fins i tot han mesurat petits canvis en el camp de gravetat de Mart a causa de el moviment del diòxid de carboni.
La capa de gel al nord és de menor altitud: la base es troba a -5000 metres i el cim a - 2000 metres. També fa més calor, de manera que tot el diòxid de carboni congelat desapareix cada estiu. La part del casquet que sobreviu a l'estiu es diu casquet residual nord i està feta de gel d'aigua. Es creu que aquest gel d'aigua té fins a tres quilòmetres de gruix. La capa estacional molt més prima comença a formar-se a finals de l'estiu i principis de tardor, quan es formen una gran quantitat de núvols (anomenada caputxa polar), que deixen caure una precipitació que espessa la capa. El casquet polar nord és simètric al voltant del pol i cobreix la superfície fins a uns 60 graus de latitud. Les imatges d'alta resolució preses amb el Mars Global Surveyor de la NASA mostren que el casquet polar nord està cobert principalment per solcs, esquerdes, petits paquets i protuberàncies que li donen un aspecte de mató. Els pous estan molt a prop els uns dels altres en relació amb les molt diferents depressions del casquet polar sud.

## Casquet polar sud
El casquet permanent del pol sud és molt més petit que el del nord. Té 400km de diàmetre, en comparació amb el 1.100km de diàmetre del casquet nord. Cada hivern austral, la capa de gel cobreix la superfície fins a una latitud de 50°. Part de la capa de gel es compon de gel sec i diòxid de carboni sòlid. Cada hivern, la capa de gel creix a l'afegir d'1,5 a 2 metres de gel sec de la precipitació d'una capa polar de núvols. A l'estiu, el gel sec es sublima (passa directament de sòlid a gas) a l'atmosfera. Mart té estacions que són similars a les de la Terra perquè el seu eix de rotació té una inclinació propera a la de la nostra pròpia Terra (25,19 ° per a Mart, 23,45 ° per a la Terra). La capa de gel al sud és de major altitud: la base es troba a +1000 metres, i el cim a 3500 metres).
La capa de gel meridional residual es desplaça, és a dir, no està centrada en el pol sud. No obstant això, el límit estacional sud se centra a prop de el pol geogràfic. Els estudis han demostrat que la capa descentrada és causada per neu que cau d'un costat a l'altre. A la banda de l'hemisferi occidental del pol sud es forma un sistema de baixa pressió perquè els vents canvien a la Conca Hellas. La neu tendeix a reflectir més llum solar a l'estiu, de manera que no es fon ni es sublima tant (el clima de Mart fa que la neu passi directament de sòlid a gas). La gebre, d'altra banda, té una superfície més rugosa i tendeix a atrapar més llum solar, resultant en una major sublimació. En altres paraules, les àrees més gelades i més dures són les menys fredes.

## Extensions

Extensions de gel de CO2 al pol nord (esquerra) i sud (dreta) durant un any marcià.